# Éclipse solaire du 14 décembre 2001
L'éclipse solaire du 14 décembre 2001 est une éclipse annulaire qui eut lieu, il y a : 23 ans, 2 mois et 22 jours.
C'était la 1re éclipse annulaire du XXIe siècle.

## Parcours

Carte animée de l'éclipse.

Cette éclipse fut visible dans l'océan Pacifique et enfin en Amérique centrale, où les mauvaises conditions météo ont cependant empêché la plupart des observateurs d'observer l'éclipse.
La bande d'annularité (l'anti-ombre, cône de pénombre inverse) est passée tout juste au sud d'Hawaï et a quitté la surface terrestre juste au large de la côte atlantique de l'Amérique centrale.